# Sara Öhrvall
Sara Öhrvall, née le 4 novembre 1971 à Boden, est une femme d'affaires suédoise, experte en numérisation et écrivaine.
Elle a occupé des postes de direction chez, entre autres, Volvo, Bonnier et  Skandinaviska Enskilda Banken (SEB). Depuis fin 2021, elle est directrice chez Axel Johnson.
Sara Öhrvall aborde la question de la numérisation dans sa globalité, en étudiant les conséquences qu'une mesure peut avoir dans d'autres domaines y compris sur le fonctionnement démocratique.

## Biographie
Sara  Anna Christina Öhrvall est titulaire d'une maîtrise en économie internationale de l'Université d'Umeå et étudie l'architecture et le design à la Parson School of Design de New York. Elle est titulaire d'un diplôme en gestion exécutive de l'Université Duke.

## Carrière
Sara Öhrvall commence sa carrière chez Toyota à Tokyo, d'où elle est recrutée chez Volvo comme cheffe de produit, responsable de la conception et du lancement de voitures de sport, SUV hybrides et de voitures plus respectueuses de l'environnement, durant les années 1995 - 1998. En poste à Singapour en 1996-1997, elle est responsable des marchés de la Chine, de Taïwan et de Hong Kong,.
En 1999, elle co-fonde Differ, dont elle devient ensuite Présidente directrice générale puis crée la société de consultation Ninety Concept Development basée sur l'innovation en août 2003. Elle la dirige jusqu'en 2008,.
En 2008, Sara Öhrvall est recrutée par Bonnier AB, le principal groupe de presse suédois, pour organiser un département Recherche et développement central et piloter la transformation numérique de cette entreprise. Elle développe une plateforme numérique de lecture de journaux, en collaboration avec Apple,.
Au cours des années 2014 à 2018, Sara Öhrvall dirige sa propre agence de conseil, Mindmill Network, qui soutient les entreprises de tous les domaines : du commerce de détail et de la construction communautaire à l'éducation et aux compétences, dans leur adaptation à la révolution numérique.
Pendant ce temps, elle siège aux conseils d'administration d'Investors AB (2015-2018), de SEB (2016-2018) et de l'Université d'Umeå (2013-2018), entre autres. Elle est également membre du conseil consultatif international du Stockholm Resilience Centre (en)  et présidente de la Fondation Pontus Schultz, qui œuvre pour davantage de durabilité, d'égalité entre les hommes et les femmes et de diversité dans le monde des affaires.
En 2018, elle quitte ses postes d'administratrice pour entrer à la direction de SEB comme responsable de la numérisation, l'expérience client et la communication.
Depuis fin 2021, elle est Directrice de l'exploitation chez Axel Johnson.
Sara Öhrvall dit aborder la question de la numérisation dans sa globalité, en étudiant les conséquences qu'une mesure peut avoir dans d'autres domaines y compris sur le fonctionnement démocratique. Elle attire l'attention sur la nécessité de connaître le fonctionnement des algorithmes et de l'intelligence artificielle pour éviter leur mauvaise utilisation.

### L'écriture
Sara Öhrvall est aussi autrice. Elle contribue, entre autres, au recueil d'essais Gratis? et Think with Google de Google. Au cours des années 2014-2018, elle écrit des articles dans Dagens Industri sur les tendances technologiques futures. En 2020, elle publie le livre Ditt framtida jag.

## Publications
- Mycket mer än gratisn dans Gratis ? Volante, 2011
- Think with Google
- Ditt framtida jag, Volante, 2020  (ISBN 978-91-7965-038-4)

## Distinctions
- 2008, Sara Öhrvall a été nommée par Veckans Affärer (sv) comme l'un des Supertalents de l'année.
- 2010, Fait partie des Women to watch d'AdAge[11]
- 2011 : Innovatrice de nouvelle génération par Google[12]
- 2017 : désignée par Inspiring Fifty comme l'une des femmes inspirantes en Europe dans le secteur des STIM [3]
- 2017 : Une des femmes les plus puissantes de la technologie suédoise dans le classement de Veckans Affärer [13]
- 2018 : parmi les trois femmes les plus puissantes du monde des affaires dans le domaine de la technologie en Suède, selon le classement de Veckans Affärer[14].